# آرتینو و استدلال‌هایش در مورد روسپی‌های درباری، زنان شوهردار و… مردان بی‌غیرت

فرانکا گونلا (راست) در صحنه‌ای از فیلم.

آرتینو و استدلال‌هایش در مورد روسپی‌های درباری، زنان شوهردار و… مردان بی‌غیرت (ایتالیایی: L'Aretino nei suoi ragionamenti sulle cortigiane, le maritate e... i cornuti contenti) که با نام قصه‌های آبی آرتینو (انگلیسی: Aretino's Blue Stories) هم شناخته می‌شود، یک فیلم اروتیک به کارگردانی انریکو بومبا است که در سال ۱۹۷۲ منتشر شد.

## گزیدهٔ بازیگران
- لوچانو د آمبروزیس
- فرانکا گونلا
- ماریسا تراورسی
- کارین وِل
- سیلویو اسپاچزی
- جانکارلو بادسی
- وینیچو سوفیا